# Hôtel de la Caisse d'épargne de Rouen
Pour d'autres hôtels homologues, voir Hôtel de la Caisse d'épargne.
L'hôtel de la Caisse d'épargne est un bâtiment du XIXe siècle, à Rouen, en France.

## Situation et accès
L'édifice est situé au no 45 de la rue Louis-Ricard, à l'angle de la rue Dulong, au nord du centre-ville de Rouen, et plus largement au sud du département de Seine-Maritime.

## Historique
L'édifice est élevé sur les plans de Georges Simon, architecte de la ville. Sa réalisation est rendue possible avec les seules ressources provenant du capital de dotation souscrit par les fondateurs en 1820 ; ces ressources sont augmentées en 1860 par un vote du conseil municipal. 
Les avantages du choix de son emplacement au niveau de la rue Impériale — de nos jours, rue Louis-Ricard — sont présentés dans un des rapports du vice-président Cardinne, délégué par le conseil pour l'exécution et la surveillance des travaux, qui évoque notamment « sa proximité avec l'hôtel de ville et la recette générale, au centre de divers établissements publics, près de l'hôtel de la gendarmerie, en face du lycée ; en résumé, d'un accès commode et d'une indication facile. ». Ce même rapport énonce également :

« Le style Louis XIII a été indiqué à l'architecte comme celui dont le caractère monumental paraissait le mieux convenir à la nature de l'établissement et aux vues d'économie imposées par la modicité de ses ressources financières ; car, avec ses oppositions de briques et d'encadrements de pierre, ses toits aigus, sa crète dentelée et ses épis, il présente, sans ornements dispendieux, sans sculptures, un caractère d'un effet satisfaisant. »

Les travaux de construction de cet hôtel commencent à partir de août 1860 et se terminent vers la fin de 1861. La cérémonie de son inauguration a lieu 9 janvier 1862.

## Structure
L'édifice s'élève sur trois niveaux et s'étend sur 30 m de longueur du côté de la rue Louis-Ricard et sur 25 m du côté de la rue Dulong. Sa façade est reculée de 7 m par rapport à l'alignement de la rue, profondeur qui a été limité pour l'espace qui sert de cour d'honneur, entouré d'une grille. Un perron à double escalier est présent dans cette cour et permet l'ascension au rez-de-chaussée. Derrière la partie principale s'étend sur 30 m de long et 9 m de large une grande salle des opérations comprenant deux salles annexes,.